# 亚马逊：世上最长的河流
《亞馬遜：世上最長的河流》（葡萄牙語：Amazonas, o maior rio do mundo）是巴西一部於1922年發行的無聲紀錄片，由西爾維諾·桑托斯從1918年開始製作並在1920年完成。這是一部展示亞馬遜雨林的黑白電影，被認為是關於其最古老的電影記錄之一。這部紀錄片曾被認為在1931年便已遺失，但後來於2023年在捷克電影檔案館內被發現。
西爾維諾·桑托斯歷時三年並以其精湛的拍攝技術完成了這部紀錄片，法國的《世界報》頌揚這部電影擁有“巨大的藝術價值”，而英國的《衛報》更是盛讚其是“巴西無聲電影的聖杯”。

## 劇情簡介
《亞馬遜：世上最長的河流》描繪了世界上最長的河流——亞馬遜河，並描述了亞馬遜雨林內的生活。這部紀錄片不僅記錄了亞馬遜沿岸及雨林內的豐富動植物群，同時還向觀眾展示亞馬遜河流域內原住民的日常生活及慶典儀式等。
該影片詳述了地方權貴透過剝削行為所產生的轉型過程與經濟潛力，這些行為包括橡膠採集、海牛獵捕、漁撈、以及巴西堅果、甘蔗、可可、棉花的採集與加工，同時亦涵蓋畜牧業與木材產業。影片展示了該地區特有的珍稀動物，如凱門鱷、美洲豹、螃蟹、海龜、鳥類與蝴蝶。而包括帕林廷廷人等原住民的風俗文化則透過其先祖紀錄、習俗與儀式呈現，同時還包括了他們的岩石銘文與繪畫、以及木薯為主食的飲食文化、葫蘆工藝與吊床製作，並他們社群中對女性的推崇。

## 製作過程

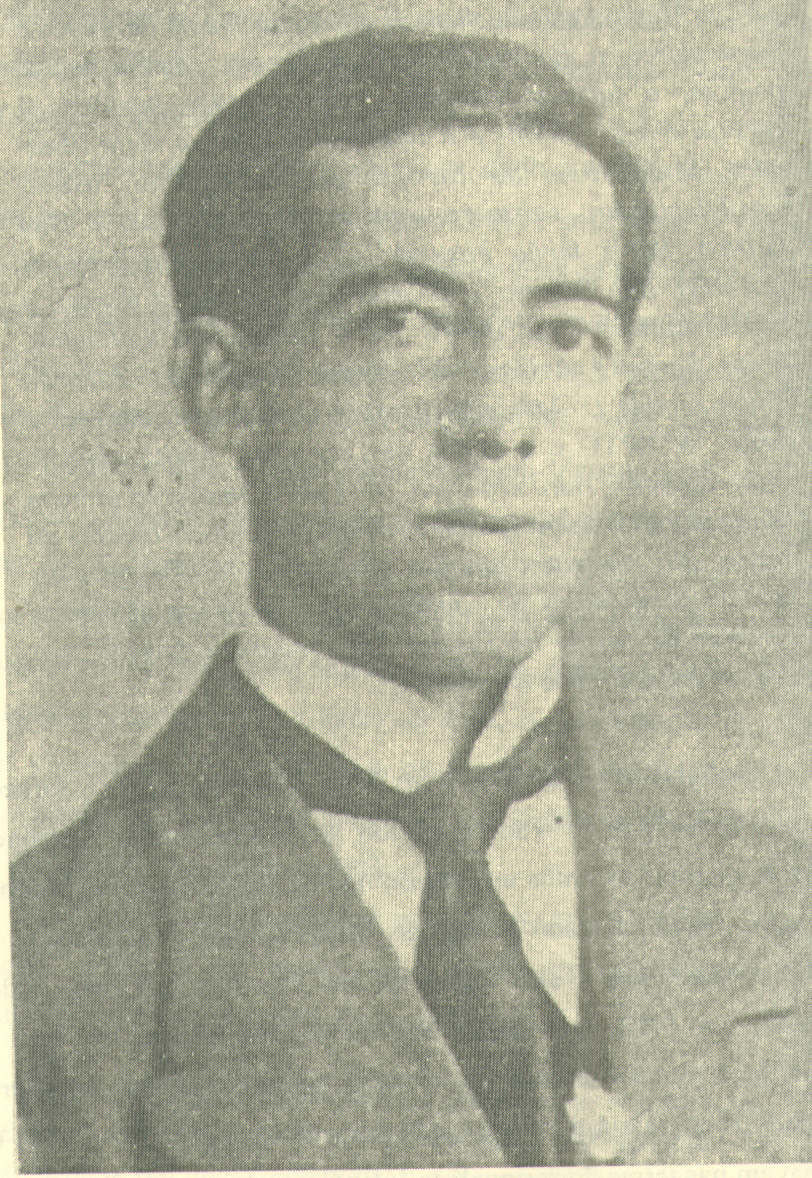
西爾維諾·桑托斯肖像照

1917年，在亞馬遜州政府的支持下，西爾維諾·桑托斯與亞馬遜商人曼諾埃爾·貢薩爾維斯（Manoel Gonçalves）合作創立了亞馬遜電影公司（Amazônia Cine-Film）。次年，在企業家阿韋利諾·卡多佐（Avelino Cardoso）的資助下，桑托斯於馬瑙斯製作了這部名為《亞馬遜：世上最長的河流》的紀錄片，該片展示了亞馬遜雨林的財富與工業潛力。影片攝製地點涵蓋巴西的亞馬遜州與帕拉州，以及秘魯的伊基托斯與普圖馬約。
這部電影最終於1920年6月完成，同常與西爾維諾·桑托斯相提並論的軍官兼電影製作人路易斯·托馬斯·雷斯的同期作品相比，《亞馬遜：世上最長的河流》對原住民的關注較少。然而，影片仍收錄了描繪維托托人習俗與生活方式的片段，並透過字幕特別提及該部落青年身著褲裝的現象。
該片由馬瑙斯的商人出資，旨在向歐洲投資者推廣亞馬遜河流域的豐富資源，如橡膠、木材與巴西堅果。與其先前於秘魯普圖馬約河拍攝並在沉船事故中遺失的影片不同，桑托斯親自在馬瑙斯的實驗室處理了底片的剪輯與沖洗。該片是首部採用柯達膠片並使用美國貝爾與豪威爾公司所生產全金屬攝影機的巴西電影作品。

## 影片發行
該紀錄片於1922年2月12日在英國的倫敦首映，但當時這部電影被改名為《亞馬遜奇觀（The Wonders of the Amazon）》。在接下來的十年裡，這部電影陸續在英國、法國、義大利、捷克斯洛伐克和西班牙等國家上映。
而當這部電影的拷貝被重新發現後，它於2023年10月10日在義大利波代諾內的波代諾內默片電影節公映。隨後，這部電影於2023年11月22日在巴西聖保羅的巴西電影資料館舉行巴西首映。然後，該片亦在12月1日在若昂佩索阿的電影城影院、12月7日在里約熱內盧的現代藝術博物館、12月22日在福塔雷薩的聖路易斯影院（Cine Teatro São Luiz），以及12月29日在馬瑙斯的亞馬遜劇院放映。
而從2024年9月起，這部影片的完整版將於巴西電影資料館的文化內容庫中公開提供。

## 後續命運

### 拷貝遺失
這部電影在完成後的底片長度超過6,000米，被認為是巴西最早的電影長片之一。而也在電影拍攝完成後，導演西爾維諾·桑托斯收到了來自電影製片人之一阿韋利諾·卡多佐（Avelino Cardoso）女婿普羅佩爾西奧·薩拉伊瓦（Propércio Saraiva）的提議。薩拉伊瓦表示他可以將電影帶至英國的倫敦進行多語種字幕的製作，但他在取得桑托斯的信任後卻擅自將這些素材出售給法國電影發行商高蒙電影公司並謊稱自己是這部電影的導演。
由於普羅佩爾西奧·薩拉伊瓦的一去不返，西爾維諾·桑托斯陷入了嚴重的財務困境。而這部電影卻以《亞馬遜奇觀（The Wonders of the Amazon）》之名在歐洲上映，直至1931年這部電影的拷貝被認為已經遺失。
在2023年這部電影被重新發現前，這部電影的完整版已經無法觀看而僅有部分片段被西爾維諾·桑托斯用於他的其他作品。由於這部電影的素材獲取不易，因此關於這部電影的研究也非常有限。

### 出典
1. 1 2 3  Antonio Leão da Silva Neto. . São Paulo: Futuro Mundo Gráfica & Editora. 2002: 47. ISBN 9788590059523 （葡萄牙语）.
2. ↑  . 世界報. 2023-11-27  [2025-03-20] （法语）.
3. 1 2 3  Constance Malleret. . 衛報. 2023-10-07  [2025-03-20] （英语）.
4. ↑  Alessandro Giannini. . 看見（英语：Veja (magazine)）. 2023-11-18  [2025-03-20] （葡萄牙语）.
5. 1 2 3 4  . Banco de Conteúdos Culturai.   [2025-03-20] （葡萄牙语）.
6. ↑  Stoco 2019，第202頁.
7. ↑  Stoco 2019，第198-199頁.
8. 1 2  Renildo Rodrigues. . Cine Set. 2024-01-03  [2025-03-20] （葡萄牙语）.
9. ↑  Stoco 2019，第147頁.
10. ↑  Fernão Ramos; Sheila Schvarzman (编). . Edições SESC. 2018: 379–414. ISBN 9788594930835. OCLC 1066745502 （葡萄牙语）.
11. 1 2  . Carmattos. 2023-12-06  [2025-03-20] （葡萄牙语）.
12. ↑  Eduardo Escorel. . 皮奧伊（英语：Piauí (magazine)）. 2023-12-06  [2025-03-20] （葡萄牙语）.
13. ↑  Bruno Lupion. . 德國之聲. 2024-09-18  [2025-03-20] （葡萄牙语）.
14. ↑  Stoco 2019，第136頁.
15. ↑   (PDF). Catálogo Giornate del Cinema Muto (波代諾內: 波代諾內默片電影節（英语：Pordenone Silent Film Festival）). 2023, 11: 285–327  [2025-03-21] （意大利语）.
16. 1 2  . 環球電視網. 國家新聞. 2023-11-23  [2025-03-21] （葡萄牙语）.
17. 1 2  Pedro Spadoni. . Olhar Digital. 2023-10-10  [2025-03-21] （葡萄牙语）.
18. ↑  João Pedro Oliveira. . 巴西電影資料館（英语：Cinemateca Brasileira）. 2023-11-14  [2025-03-21]. （原始内容存档于2023-12-01） （葡萄牙语）.
19. ↑  . 巴西電影資料館（英语：Cinemateca Brasileira）.   [2025-03-21] （葡萄牙语）.
20. ↑  . 商業日報（英语：Jornal do Commercio） (32544). 1981-11-25: 2  [2025-03-21] –巴西國家圖書館 （葡萄牙语）.
21. ↑  . 紀錄集團（英语：Grupo Record）. 2023-10-15  [2025-03-21] （葡萄牙语）.
22. ↑  Stoco 2019，第129頁.

### 文獻
- Stoco, Sávio Luis.   (博士论文). 聖保羅: 聖保羅大學. 2019. doi:10.11606/t.27.2019.tde-31072019-115319 （葡萄牙语）.

## 外部連接
- 互联网电影数据库（IMDb）上《亞馬遜：世上最長的河流》的资料（英文）
- 豆瓣电影上《亞馬遜：世上最長的河流》的資料 （简体中文）